# Kania microphylla
Kania microphylla är en myrtenväxtart som först beskrevs av Eduardo Quisumbing y Argüelles och Elmer Drew Merrill, och fick sitt nu gällande namn av Peter G.Wilson. Kania microphylla ingår i släktet Kania och familjen myrtenväxter.
Artens utbredningsområde är Filippinerna. Inga underarter finns listade i Catalogue of Life.